# Konštantín Čulen
Konštantín Čulen (26. února 1904 Brodské, Rakousko-Uhersko – 7. dubna 1964 New York, Spojené státy americké) byl slovenský politik, novinář, historik a představitel slovenského exilu v Severní Americe.

## Biografie
V prosinci 1938 byl zvolen do slovenského sněmu. Profesně se uvádí jako železniční úředník a spisovatel, bytem Bratislava.
Před odchodem do exilu byl členem a poslancem Hlinkovy slovenské ľudové strany, v exilu se zapojil do činnosti krajanských spolků a dokumentoval život Slováků v Americe. Působil též v exilovém časopise Kanadský Slovák.